# Diocesi di Anversa

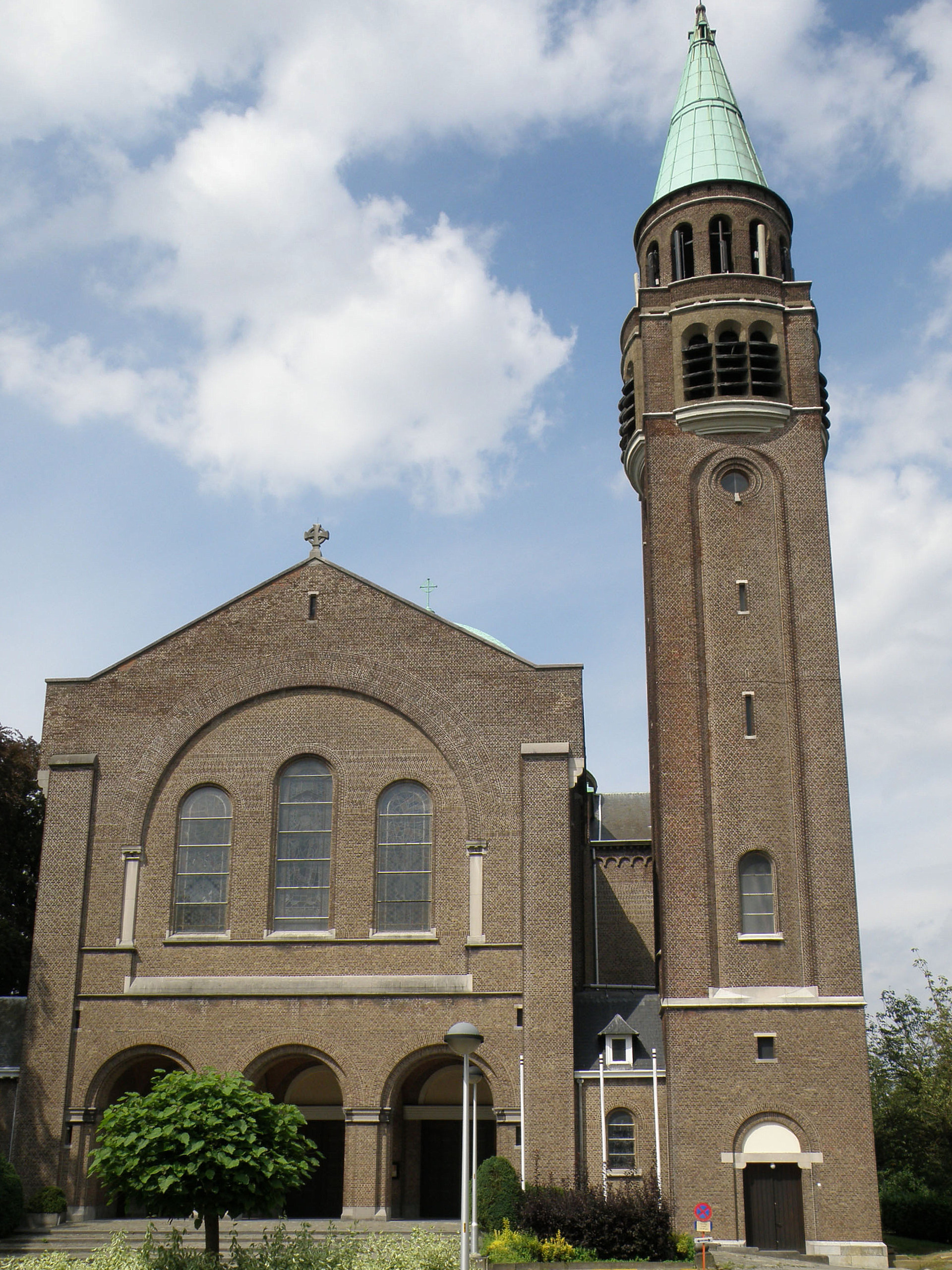
La basilica minore di Nostra Signora di Lourdes (Basiliek Onze-Lieve-Vrouw van Lourdes) a Edegem.

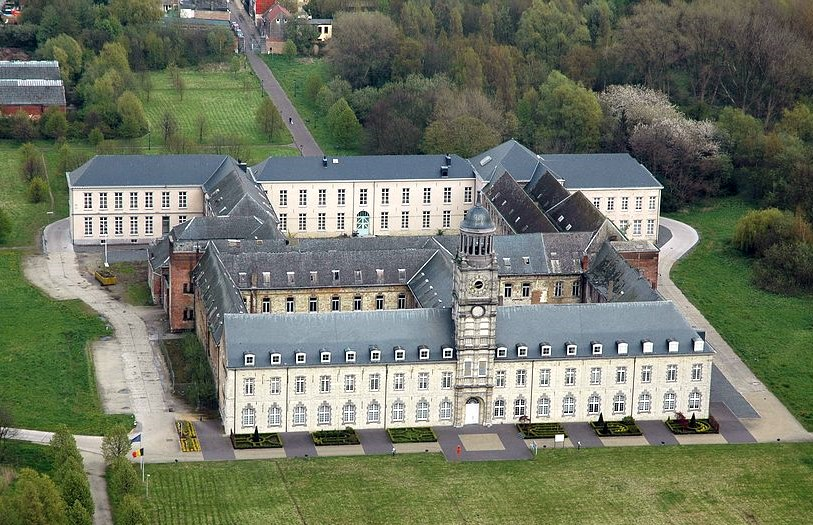
L'ex abbazia cistercense di San Bernardo sull'Escaut a Hemiksem.

La diocesi di Anversa (in latino Dioecesis Antverpiensis) è una sede della Chiesa cattolica in Belgio suffraganea dell'arcidiocesi di Malines-Bruxelles. Nel 2022 contava 1.174.162 battezzati su 1.533.263 abitanti. È retta dal vescovo Johan Jozef Bonny.

## Territorio
La diocesi comprende tutta la provincia di Anversa, ad eccezione di otto comuni che appartengono all'arcidiocesi di Malines-Bruxelles e uno che appartiene alla diocesi di Gand.
Sede vescovile è la città di Anversa, dove si trova la cattedrale di Nostra Signora (Onze Lieve Vrouwe). Nel territorio diocesano si trovano anche due basiliche minori: Nostra Signora di Lourdes a Edegem; e il Sacro Cuore a Berchem.
Il territorio si estende su 2.570 km² ed è suddiviso in 280 parrocchie, raggruppate in due vicariati (Anversa e Kempen) e sette decanati.

## Storia
Con l'avvento del re Filippo II, si poté avviare la ridefinizione della geografia ecclesiastica dei possedimenti spagnoli nei Paesi Bassi, già discussa nei decenni precedenti. Una commissione apposita redasse un lungo rapporto, corredato da cartine geografiche, sull'opportunità di avviare un programma di fondazione di nuove diocesi che, nell'ambito della controriforma, favorisse un'intensificazione della vigilanza pastorale, nell'ottica di porre un freno alla corruzione e alla decadenza morale nel clero, ed insieme potesse limitare il progredire delle idee teologiche dei riformatori tedeschi e svizzeri.
Il 12 maggio 1559, con la bolla Super universas, papa Paolo IV eresse quattordici nuove diocesi, tra cui quella di Anversa, che, assieme alle quattro preesistenti, formavano tre nuove province ecclesiastiche, ossia Cambrai, Utrecht e Malines.
La bolla Super universas tuttavia non definiva i confini delle diocesi, non stabiliva il numero delle parrocchie e soprattutto non prevedeva i mezzi di sussistenza delle mense episcopali. Una commissione incaricata di studiare questi aspetti lavorò oltre due anni, e solo l'11 marzo 1561 fu pubblicata la bolla Ex iniuncto nobis di papa Pio IV, che dette finalmente una fisionomia territoriale alla diocesi di Anversa. La nuova diocesi di Anversa, resa suffraganea di Malines, era costituita dall'arcidiaconato di Anversa, che era appartenuto all'arcidiocesi di Cambrai, e dall'arcidiaconato di Carpine, che faceva parte della diocesi di Liegi. Per mantenere la diocesi, fu concessa alla mensa episcopale l'abbazia di San Bernardo sull'Escaut di Hemiksem.
Fu nominato come primo vescovo della nuova diocesi un canonico di Bruxelles, Philippe Negri, originario di Boulogne-sur-Mer, il quale tuttavia morì il 4 gennaio 1563, prima di ricevere la consacrazione episcopale. L'erezione di queste nuove diocesi provocò una viva reazione da parte di tutti coloro che vedevano in questo il primo passo per l'introduzione dell'inquisizione spagnola in Belgio. Ciò ritardò la nomina dei successivi vescovi di Anversa e causò diversi anni di sede vacante nella giovane diocesi.
Con il vescovo Frans van de Velde (1570-1576) si ebbe la prima organizzazione territoriale della diocesi, costituita da un arcipresbiterato ad Anversa, e da sei decanati rurali: Anversa, Lierre, Herentals, Hoogstraten, Breda e Bergen op Zoom. Van de Velde convocò anche due sinodi diocesani, nel 1571 e nel 1576, per introdurre la riforma tridentina nella diocesi, e scrisse in fiammingo un'istruzione pastorale per i parroci sul modo di amministrare i sacramenti.
Dopo altri dieci anni di sede vacante, dovuti al fatto che la città di Anversa fu occupata dai calvinisti, fu nominato vescovo Laevinus Torrentius (1586-1595), che cercò di riconciliare le parti e riportò al cattolicesimo diversi fedeli; istituì soprattutto scuole di catechismo, affidate ai gesuiti, che furono rese obbligatorie dalla autorità civili di Anversa.
Nel 1605 il vescovo Jean Miraeus aprì il seminario vescovile ad Anversa, affidato ai gesuiti. Questo vescovo, come pure il suo successore Johannes Malderus (1611-1633), dovettero impegnarsi non poco per contrastare l'affermarsi delle idee calviniste nella propria diocesi, soprattutto nei decanati del nord, Breda e Bergen op Zoom, che dopo il 1648 entrarono a far parte in modo definitivo delle Province Unite.
L'ultimo vescovo fu Corneille-François Nelis (1785-1798), il quale, di fronte alla seconda invasione francese del Belgio nel 1794, abbandonò la città e la diocesi senza più farvi ritorno; morirà a Camaldoli in Toscana nel 1798.
La diocesi di Anversa fu soppressa in seguito al concordato con la bolla Qui Christi Domini di papa Pio VII del 29 novembre 1801 e il suo territorio fu incorporato in quello dell'arcidiocesi di Malines ad eccezione dei decanati di Breda e Bergen op Zoom, che nel 1803 furono eretti in vicariato apostolico. Quando fu ristabilita la gerarchia episcopale in Olanda nel 1853, questi due decanati costituirono la nuova diocesi di Breda.
L'8 dicembre 1961 fu ristabilita la diocesi di Anversa con la bolla Christi Ecclesia di papa Giovanni XXIII con territorio ricavato da quello dell'arcidiocesi di Malines.
Il 31 maggio 1965 con la bolla Cathedralium ecclesiarum di papa Paolo VI venne ristabilito il capitolo della cattedrale.
Il 30 novembre 1977 due parrocchie dell'arcidiocesi di Malines-Bruxelles, Konings-Hooikt e Peulis, furono annesse alla diocesi di Anversa.

## Cronotassi dei vescovi
Si omettono i periodi di sede vacante non superiori ai 2 anni o non storicamente accertati.
- Philippe Negri † (10 marzo 1561 - 4 gennaio 1563 deceduto)
  - Sede vacante (1563-1569)
- Frans van de Velde † (13 marzo 1570 - 29 giugno 1576 deceduto)
  - Sede vacante (1576-1586)
- Laevinus Torrentius (Liévin van der Beken) † (27 ottobre 1586 - 26 aprile 1595 deceduto)
- Guillaume de Berghes † (14 aprile 1597 - 9 aprile 1601 nominato arcivescovo di Cambrai)
  - Sede vacante (1601-1604)
- Jean Miraeus (Le Mire) † (15 marzo 1604 - 12 gennaio 1611 deceduto)
- Jan van Malderen † (25 maggio 1611 - 21 ottobre 1633 deceduto)
- Gaspard van den Bosch † (12 febbraio 1635 - 27 novembre 1651 nominato arcivescovo di Cambrai)
- Marius Ambrosius Capello, O.P. † (6 luglio 1654 - 4 ottobre 1676 deceduto)
- Aubert van den Eede † (13 settembre 1677 - 6 novembre 1678 deceduto)
- Jean-Ferdinand de Beughem † (25 settembre 1679 - 19 maggio 1699 deceduto)
- Reginaldus Cools, O.P. † (10 maggio 1700 - 2 dicembre 1706 deceduto)
- Peter Josef von Franken-Siersdorf † (15 dicembre 1710 - 19 ottobre 1727 deceduto)
- Charles d'Espinoza, O.F.M.Cap. † (14 giugno 1728 - 31 agosto 1742 deceduto)
- Guillaume-Philippe de Herzelles † (11 marzo 1743 - 2 settembre 1744 deceduto)
- Joseph-Anselme-François Weerbrouck † (17 gennaio 1746 - 24 dicembre 1747 deceduto)
- Dominikus de Gentis (Wilhelm Philipp Gentis), O.P. † (5 maggio 1749 - 5 luglio 1758 deceduto)
- Henri-Gabriel van Gameren † (4 aprile 1759 - 26 gennaio 1775 deceduto)
- Jacques-Thomas-Joseph Wellens † (15 luglio 1776 - 30 gennaio 1784 deceduto)
- Corneille-François Nelis † (14 febbraio 1785 - 21 agosto 1798 deceduto)
  - Sede soppressa (1801-1961)
- Jules Victor Daem † (5 aprile 1962 - 4 novembre 1977 ritirato)
- Godfried Danneels † (4 novembre 1977 - 19 dicembre 1979 nominato arcivescovo di Malines-Bruxelles)
- Paul Van den Berghe (3 luglio 1980 - 28 ottobre 2008 ritirato)
- Johan Jozef Bonny, dal 28 ottobre 2008

## Statistiche
La diocesi nel 2022 su una popolazione di 1.533.263 persone contava 1.174.162 battezzati, corrispondenti al 76,6% del totale.
| anno | popolazione | popolazione | popolazione | presbiteri | presbiteri | presbiteri | presbiteri                | diaconi | religiosi | religiosi | parrocchie |
| anno | battezzati  | totale      | %           | numero     | secolari   | regolari   | battezzati per presbitero | diaconi | uomini    | donne     | parrocchie |
| ---- | ----------- | ----------- | ----------- | ---------- | ---------- | ---------- | ------------------------- | ------- | --------- | --------- | ---------- |
| 1970 | 1.200.000   | 1.330.506   | 90,2        | 1.107      | 1.107      |            | 1.084                     |         |           | 5.336     | 306        |
| 1980 | 1.228.726   | 1.370.875   | 89,6        | 1.591      | 919        | 672        | 772                       | 10      | 908       | 4.462     | 317        |
| 1990 | 1.318.521   | 1.390.027   | 94,9        | 1.260      | 701        | 559        | 1.046                     | 37      | 739       | 3.453     | 320        |
| 1999 | 1.302.160   | 1.433.845   | 90,8        | 1.023      | 520        | 503        | 1.272                     | 61      | 623       | 2.582     | 318        |
| 2000 | 1.301.088   | 1.436.482   | 90,6        | 1.011      | 519        | 492        | 1.286                     | 62      | 611       | 2.483     | 316        |
| 2001 | 1.283.503   | 1.433.174   | 89,6        | 1.019      | 506        | 513        | 1.259                     | 65      | 629       | 2.385     | 316        |
| 2002 | 1.281.722   | 1.440.672   | 89,0        | 961        | 468        | 493        | 1.333                     | 65      | 600       | 2.296     | 316        |
| 2003 | 1.280.563   | 1.446.757   | 88,5        | 908        | 447        | 461        | 1.410                     | 68      | 560       | 2.204     | 313        |
| 2004 | 1.281.702   | 1.454.396   | 88,1        | 891        | 426        | 465        | 1.438                     | 73      | 562       | 2.137     | 317        |
| 2006 | 1.289.847   | 1.468.265   | 87,8        | 839        | 394        | 445        | 1.537                     | 77      | 526       | 1.927     | 310        |
| 2012 | 1.265.000   | 1.536.000   | 82,4        | 626        | 293        | 333        | 2.020                     | 73      | 405       | 1.387     | 301        |
| 2015 | 1.208.000   | 1.566.000   | 77,1        | 552        | 242        | 310        | 2.188                     | 72      | 379       | 1.147     | 297        |
| 2018 | 1.218.800   | 1.579.330   | 77,2        | 485        | 208        | 277        | 2.512                     | 76      | 324       | 926       | 291        |
| 2020 | 1.215.000   | 1.586.590   | 76,6        | 429        | 196        | 233        | 2.832                     | 75      | 233       | 611       | 290        |
| 2022 | 1.174.162   | 1.533.263   | 76,6        | 352        | 165        | 187        | 3.335                     | 69      | 187       | 703       | 280        |